# Robertson (Südafrika)

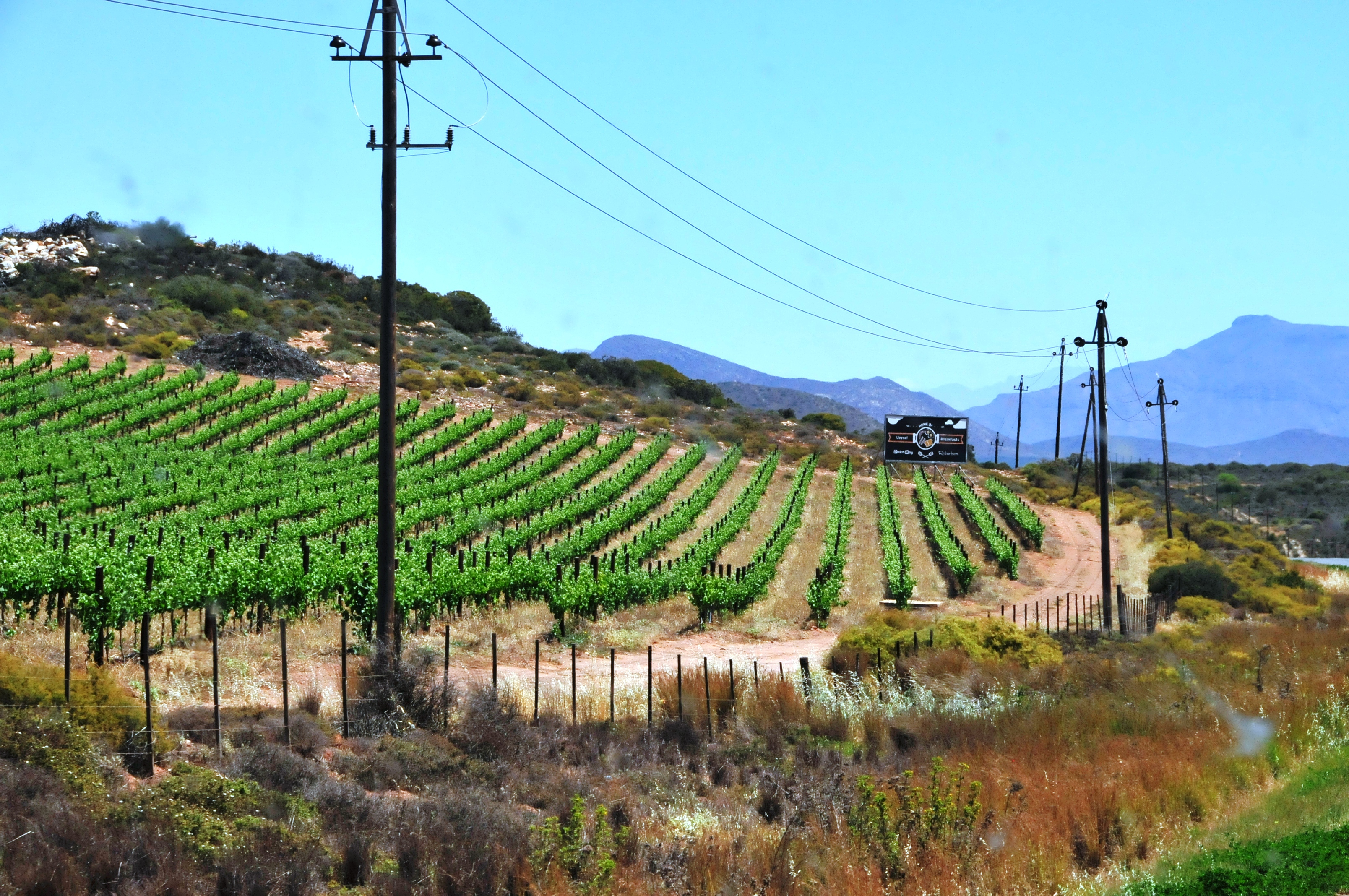
Weinanbau bei Robertson, Südafrika

Robertson ist eine Stadt in der Lokalgemeinde Langeberg, im Distrikt Cape Winelands der südafrikanischen Provinz Westkap. Die Stadt liegt 200 Meter über dem Meeresspiegel.

## Geschichte
Robertson wurde 1853 gegründet und benannt nach William Robertson, einem Pastor von Swellendam. Im fruchtbaren Robertson-Tal gelegen, waren die Haupteinnahmequellen die Landwirtschaft und der Wagenbau (Ochsenkarren). Anfang des 20. Jahrhunderts kollabierte das Geschäftsfeld des Wagenbaus, nachdem ein immer größerer Teil der Transporte auf der Bahnstrecke Worcester–Voorbaai durchgeführt wurde. Heute ist der hauptsächliche Wirtschaftszweig die Landwirtschaft mit Wein- und Früchteanbau sowie Pferdezucht. Daneben entwickelt sich der Tourismus in den letzten Jahren zu einer wichtigen Einnahmequelle.
Im Jahre 1909 fand in Robertson der erste südafrikanische Irrigation Congress statt. Hier wurde auch das Breede River Irrigation Board gegründet, eine kooperativer Verband der mit Bewässerungsfeldbau befassten Farmbesitzer. Es umfasste Mitglieder von Ceres talabwärts dem Lauf des Breede River bis zur Einmündung des Sonderend River folgend.

## Demografie
Im Jahre 2011 hatte die Stadt 27.715 Einwohner. Davon waren 74,75 % der Bevölkerung des Kernortes Robertson Coloured, 18,53 % Weiße und 5,17 % Schwarze. Der restliche Anteil verteilt sich auf andere Gruppen. Die hauptsächliche Sprache ist Afrikaans, das von beinahe 93 % der Einwohner gesprochen wird.

## Sehenswürdigkeiten
Die Stadt bietet mehrere südafrikanische Nationaldenkmäler:
- Druids Lodge (1860), heute Museum
- Haus im Edwardschen Stil (1904)
- Pink Church (1859)
- Powder House (ehemals Lagerhalle für Schießpulver)
- Wesleyan Church (Robertson)

Daneben ist Robertson eine der größten weinproduzierenden Regionen in Südafrika. Die Anzahl der Weinkellereien hat sich zwischen den Jahren 1995 und 2006 von 25 auf 50 verdoppelt. Weine der Region gewannen zahlreiche nationale und internationale Preise. Bekannte Weingüter sind:
- Bon Cap
- Fraaii Uitzicht
- Graham Beck
- Majors Hill
- Rosendal
- Springfield
- Viljoensdrift Wines

In der Umgebung liegen zwei Naturschutzgebiete:
- Dasieshoek Nature Reserve
- Vrolijkheid Nature Reserve

## Söhne und Töchter der Stadt
- Marais Viljoen (1915–2007), ehemaliger Staatspräsident Südafrikas
- Helmut Holzapfel (* 1941), Opernsänger